# Élections générales espagnoles de 2016 à Ceuta
Les élections générales espagnoles de 2016 (en espagnol : Elecciones generales de España de 2016) se sont tenues le dimanche 26 juin 2016 afin d'élire les 350 députés et 208 des 266 sénateurs de la XIIe législature des Cortes Generales. 1 député est élu à Ceuta.

## Résultats
| Parti                  | Parti                                                   | Voix   | %     | +/-           |  |
| ---------------------- | ------------------------------------------------------- | ------ | ----- | ------------- |  |
|                        | Parti populaire (PP) (sortant)                          | 15 991 | 51,86 | 7,00          |  |
|                        | Parti socialiste ouvrier espagnol (PSOE)                | 6 974  | 22,62 | 0,48          |  |
|                        | Ciudadanos (Cs)                                         | 3 549  | 11,51 | 1,79          |  |
|                        | Unidos Podemos (UP) (Pod.-IU-Equo)                      | 3 345  | 10,85 | 4,53          |  |
|                        | Parti animaliste contre la maltraitance animale (PACMA) | 333    | 1,08  | en stagnation |  |
|                        | Vox                                                     | 139    | 0,45  | Nv.           |  |
|                        | Recortes Cero-Grupo Verde (RC-GV)                       | 118    | 0,38  | 0,06          |  |
|                        | Union, progrès et démocratie (UPyD)                     | 72     | 0,23  | 0,37          |  |
|                        | Vote blanc                                              | 316    | 1,02  | 0,23          |  |
|                        |                                                         |        |       |               |  |
| Suffrages exprimés     | Suffrages exprimés                                      | 30 837 | 98,86 |               |  |
| Votes nuls             | Votes nuls                                              | 357    | 1,14  |               |  |
| Total                  | Total                                                   | 31 194 | 100   | -             |  |
| Abstention             | Abstention                                              | 30 393 | 49,35 |               |  |
| Inscrits/Participation | Inscrits/Participation                                  | 61 587 | 50,65 |               |  |